# Kjeholmane
Ne doit pas être confondu avec Kjeholmane (Bjørnafjorden).
Kjeholmane est une île norvégienne du comté de Hordaland appartenant administrativement à Bømlo.

## Description
Rocheuse et désertique, à fleur d'eau, elle s'étend sur environ 121 m de longueur pour une largeur approximative de 64 m.